# Дойран
Дойран (макед. Стар Дојран) — село в Северной Македонии, на юго-западном берегу Дойранского озера, близ границы с Грецией. Административный центр одноимённой общины.
В селе в 2001 году основан женский Дойранский монастырь (метох) «Св. Парфений Зографский» Струмичской епархии Македонской православной церкви.